# 8623 Johnnygalecki
8623 Johnnygalecki eller 1981 EQ9 är en asteroid i huvudbältet som upptäcktes den 1 mars 1981 av den amerikanska astronomen Schelte J. Bus vid Siding Spring-observatoriet. Den är uppkallad efter den amerikanske skådespelaren Johnny Galecki.
Asteroiden har en diameter på ungefär 8 kilometer och den tillhör asteroidgruppen Hygiea.